# シャルゴータルヤーン
シャルゴータルヤーン (ハンガリー語: Salgótarján、ドイツ語:Schalgotarjan、スロバキア語:Šalgov-Tarjany) はハンガリー北部のノーグラード県の都市。

## 地理
ブダペストから北東に120キロ、ミシュコルツから西に70キロに位置する。

## 姉妹都市
- ドンカスター、イングランド
- グリヴィツェ、ポーランド
- バンスカー・ビストリツァ、スロヴァキア
- ルチェネツ（英語版）、スロヴァキア
- ヴァンター、フィンランド
- ヴィガラーノ・マイナルダ、イタリア
- ネッカ（英語版）、スウェーデン
- ヴァランシエンヌ、フランス

## 出身者
- シモン・アーダーム：サッカー選手
- シモン・アンドラーシュ：サッカー選手